# اندی هولت (بازیکن فوتبال، زاده ۱۹۷۸)
اندی هولت (انگلیسی: Andy Holt؛ زادهٔ ۲۱ آوریل ۱۹۷۸) بازیکن فوتبال اهل بریتانیا است.
از باشگاه‌هایی که در آن بازی کرده‌است می‌توان به باشگاه فوتبال اولدهام اتلتیک، باشگاه فوتبال بارنزلی، باشگاه فوتبال هال سیتی، باشگاه فوتبال کوربی تاون، باشگاه فوتبال نورث‌همپتون تاون، باشگاه فوتبال ورکسام، و باشگاه فوتبال شروزبری تاون اشاره کرد.